# Vasco da Gama
Vasco da Gama, bá tước thứ nhất của Vidigueira (1.º Conde da Vidigueira) (/'vaʃku dɐ 'gɐmɐ/) (phiên âm tiếng Việt : Va-xcô đơ Ga-ma) (sinh năm 01 tháng 3 năm 1459 tại Sines, Bồ Đào Nha hoặc Vidigueira, Alentejo, Bồ Đào Nha, mất ngày 24 tháng 12 năm 1524 tại Kochi, Ấn Độ) là một nhà thám hiểm người Bồ Đào Nha, một trong những nhà hàng hải châu Âu thành công nhất của Kỷ nguyên khám phá (Age of Discovery) và là thuyền trưởng hạm đội đầu tiên đi thẳng từ châu Âu đến Ấn Độ.

## Bối cảnh
Từ đầu thế kỷ 15, trường phái hàng hải của Henry nhà hàng hải (Henry the Navigator) đã mở rộng hiểu biết của Bồ Đào Nha về đường bờ biển của châu Phi. Từ thập niên 1460, mục tiêu của những nhà hàng hải đã bắt đầu tập trung vào việc đi vượt qua điểm cực Nam của châu Phi nhằm tìm một con đường biển thuận lợi hơn để tiếp cận được những của cải quý báu của Ấn Độ (chủ yếu là hồ tiêu đen và các loại hương liệu khác).
Khi  Gama được 10 tuổi, kế hoạch trên bắt đầu cho những kết quả cụ thể. Bartolomeu Dias đã quay trở lại sau khi đi vòng quanh Mũi Hảo Vọng (Cape of Good Hope), ông cũng thám hiểm sông Rio do Infante (nay là sông Fish ở Nam Phi) và xác định rằng đường bờ biển chưa được biết tới chạy thẳng về hướng Đông Bắc.
Những cuộc thám hiểm trên bộ trong thời kì trị vì của vua João II của Bồ Đào Nha cũng củng cố thêm lý thuyết cho rằng có thể đi tới Ấn Độ bằng đường biển từ Đại Tây Dương. Pero da Covilhã và Afonso de Paiva đã đi theo tuyến đường từ Barcelona, qua Naples, Rhodes đến Alexandria, và từ đó đến Aden, Hormuz và Ấn Độ tin vào lý thuyết này.
Việc còn lại cho các nhà thám hiểm là phải xác nhận được mối liên hệ giữa những phát hiện của Dias và những chứng cớ của da Covilhã và de Paiva, và kết nối được những đoạn rời rạc của con đường thương mại đầy tiềm năng với Ấn Độ Dương. Nhiệm vụ này đầu tiên được giao cho cha của Vasco da Gama, sau đó đã được vua Manuel I của Bồ Đào Nha giao cho da Gama nhờ những thành tích của ông trong việc bảo vệ những trạm giao dịch dọc bờ biển châu Phi khỏi sự cướp phá của người Pháp.

## Chuyến du hành đầu tiên

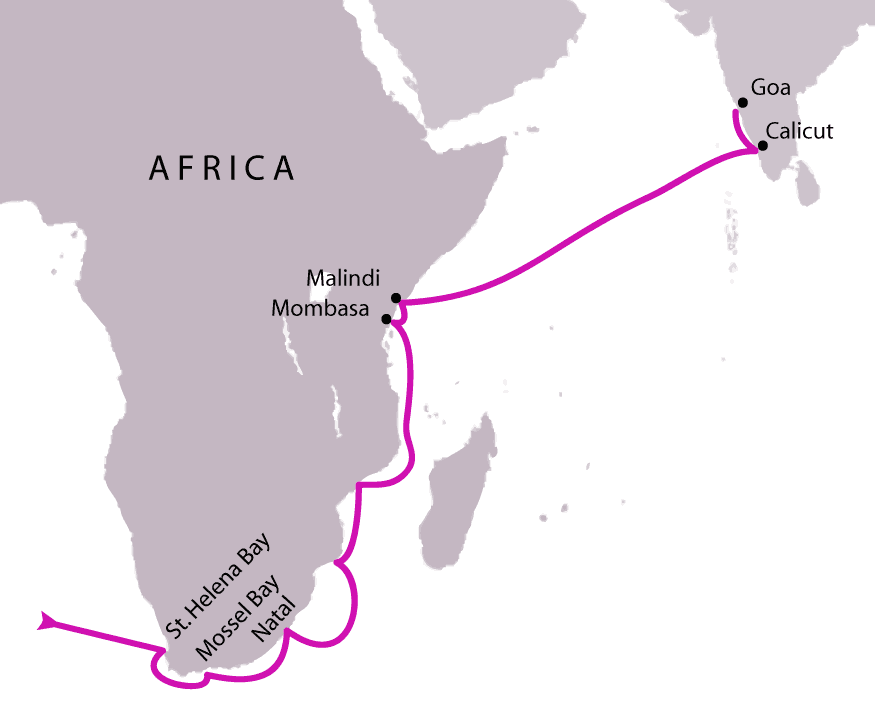
Hải trình chuyến du hành đầu tiên của Vasco da Gama (1497 - 1499)

Ngày 8 tháng 7 năm 1497 hạm đội 4 tàu của Vasco da Gama rời cảng Lisbon. 4 tàu bao gồm:
- Chiếc São Gabriel, do đích thân Vasco da Gama làm thuyền trưởng, một chiếc carrack nặng 178 tấn, dài 27 mét, rộng 8,5 mét, buồm rộng 372 mét vuông, 150 thủy thủ
- Chiếc São Rafael, do Paulo da Gama anh trai của Vasco da Gama làm thuyền trưởng; kích thước tương tự chiếc São Gabriel.
- Chiếc caravel Berrio, nhỏ hơn một chút so với hai chiếc đầu, do Nicolau Coelho làm thuyền trưởng.
- Một chiếc tàu dự trữ không rõ tên, do Gonçalo Nunes làm thuyền trưởng, sau đó mất tích gần vịnh São Brás, dọc bờ biển phía Đông châu Phi.

### Vòng qua mũi Hảo Vọng
Ngày 16 tháng 12 năm 1497, hạm đội vượt qua sông White (Nam Phi) nơi Dias đã quay trở lại, họ tiếp tục đi vào một vùng nước người châu Âu chưa hề biết tới. Vì gần đến Lễ Giáng sinh, họ đặt tên cho bờ biển này cái tên Natal ("Giáng sinh" trong tiếng Bồ Đào Nha).
Những vùng đất do người Người Ả rập kiểm soát nằm trên bờ biển phía Đông châu Phi là một phần của con đường thương mại trên Ấn Độ Dương. Lo sợ những người địa phương có thể sẽ căm ghét người theo đạo Thiên chúa giáo, da Gama đã giả làm một người Hồi giáo để tiếp kiến Sultan của Mozambique. Chỉ mang theo những hàng hóa tầm thường, Vasco da Gama đã không thể chuẩn bị được cống vật cần thiết và người dân địa phương bắt đầu nhận ra trò lừa bịp của da Gama. Bị buộc phải rời khỏi Mozambique, da Gama rời khỏi cảng và bắn đại bác vào thành phố để trả đũa.

### Mombasahi
Khi tới gần địa phận nước Kenya ngày nay, đoàn thám hiểm phải dùng tới biện pháp cướp bóc những tàu buôn Ả rập vốn ít khi được trang bị đại bác. Họ trở thành những người châu Âu đầu tiên đặt chân đến cảng Mombasa nhưng lại gặp phải sự căm ghét của dân địa phương và phải nhanh chóng rời bến.

### Malindia
Tháng 2 năm 1498, Vasco da Gama tiếp tục đi theo hướng Bắc, hạm đội của ông ghé vào cảng Malindi, người dân ở đây có vẻ thân thiện hơn vì họ đang có xung đột với Mombasa và ở đây lần đầu tiên đoàn thám hiểm ghi nhận được sự có mặt của những nhà buôn Ấn Độ. Họ thuê một nhà hàng hải và vẽ bản đồ người Ả rập hiểu biết về gió mùa, người này đã giúp hạm đội đi nốt phần đường còn lại đến Calicut (nay là Kozhikode) ở bờ biển phía Tây Nam Ấn Độ. Người ta tin nhà hàng hải này là Ibn Majid, tuy nhiên nếu đúng như vậy thì Ibn Majid khi đó đã phải 60 tuổi.

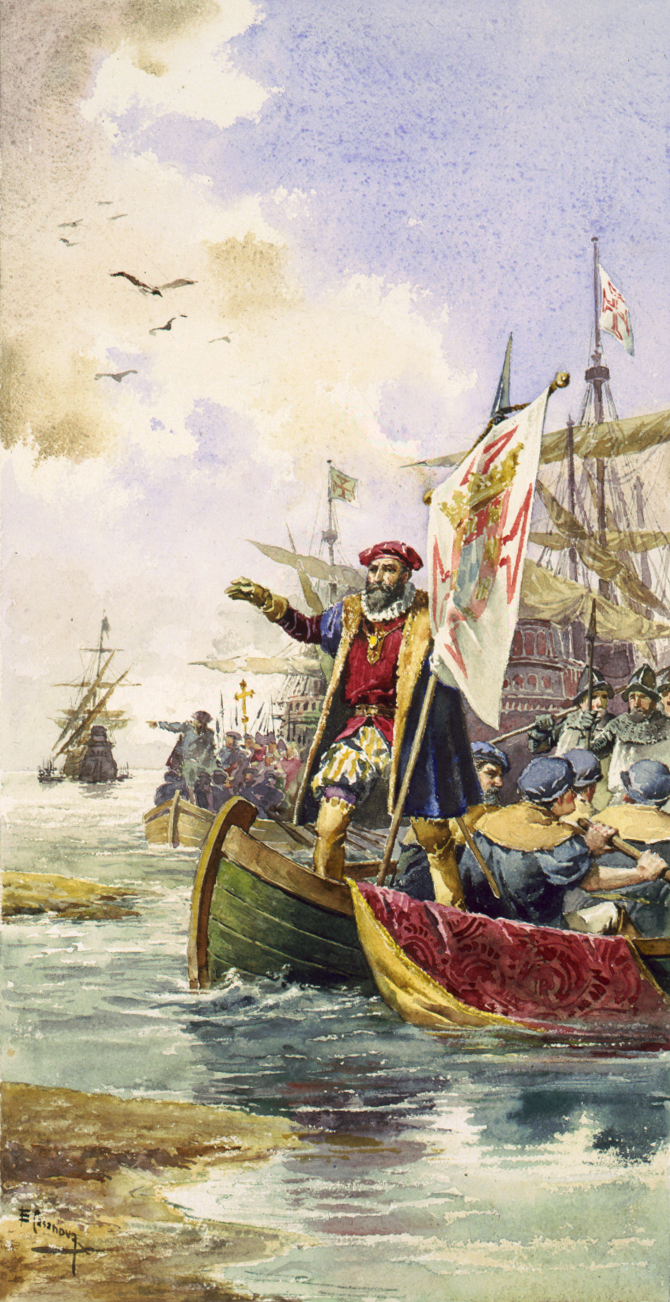
Vasco da Gama đặt chân đến Calicut ngày 20 tháng 5 năm 1498

### Calicut, Ấn Độ
Đoàn thám hiểm đến Calicut ngày 20 tháng 5 năm 1498. Đôi khi họ phải đụng độ dữ dội với những nhà buôn người Ả rập để có thể thương lượng với nhà cầm quyền địa phương. Cuối cùng thì da Gama cũng có thể kiếm được một lá thư nhượng quyền trao đổi hàng hóa, nhưng ngay sau đó ông cùng hạm đội phải rời bến vì nhà cầm quyền cho rằng hàng hóa trên tàu của da Gama là đồ phạm pháp. Vasco da Gama giữ được hàng hóa của mình nhưng phải để lại vài người Bồ Đào Nha với mục đích mở một điểm giao dịch.

### Trở về
Paulo da Gama chết trên đường về ở vùng Azores còn Vasco da Gama đã quay lại được Bồ Đào Nha vào tháng 9 năm 1499, ông được thưởng hậu hĩnh nhờ việc hoàn thành tấm bản đồ mà những nhà thám hiểm Bồ Đào Nha đã phải vẽ trong 80 năm. da Gama được phong "Đô đốc Ấn Độ Dương" (Admiral of the Indian Ocean) và được quyền cai quản vùng Sines. Vua Manuel I cũng ban tước Quý ngài (Dom) vĩnh viễn cho da Gama, các anh chị em của ông và tất cả con cháu. Ông trở thành bá tước của Vidigueira, người Bồ Đào Nha đầu tiên không mang dòng máu hoàng tộc được phong chức này.
Chuyến du hành của Vasco da Gama cho thấy rõ rằng bờ biển phía Đông của châu Phi, vùng Contra Costa là cực kì quan trọng cho lợi ích sau này của Bồ Đào Nha, các hải cảng ở vùng này cung cấp nước ngọt, lương thực dự trữ, bến tàu và xưởng mộc để sửa chữa thuyền, và nơi trú chân khi thời tiết không thuận lợi. Ngoài ra, việc trao đổi hương liệu cũng sẽ đóng góp chủ yếu cho kinh tế của Bồ Đào Nha.

## Chuyến du hành thứ hai
Ngày 12 tháng 2 năm 1502, một lần nữa da Gama cùng hạm đội tàu chiến 20 chiếc khởi hành. Pedro Álvares Cabral đã được phái đến Ấn Độ hai năm trước đó và phát hiện ra rằng những người Bồ Đào Nha được Vasco Da Gama gửi lại đã bị giết chết, bản thân Cabral cũng bị tấn công và ông ta phải bắn phá Calicut trước khi khởi hành tới Cochin, một vương quốc nhỏ đã đón tiếp Cabral rất nồng hậu.
Khi quay trở về vào tháng 9 năm 1503, da Gama được trao thêm quyền quản lý cả Vidigueira và Vila dos Frades.

## Chuyến du hành thứ ba ( Thay đổi nơi chôn cất của Gama )
Vasco da Gama được phái đến Ấn Độ lần thứ ba vào năm 1524 để giải quyết những khó khăn của người Bồ Đào Nha ở đây. Ban đầu da Gama được chỉ định để thay thế Eduardo de Menezes trong vai trò người đại diện của thuộc địa Bồ Đào Nha trên đất Ấn Độ, nhưng ông đã mắc bệnh sốt rét không lâu sau khi đến Goa và chết ở Cochin vào đêm Giáng sinh năm 1524.
Đầu tiên, da Gama được chôn ở nhà thờ St. Francis thuộc Kochi, sau đó hài cốt của ông được chuyển về Bồ Đào Nha và cải táng trong một ngôi mộ lớn ở Vidigueira.

## Di sản về Gama

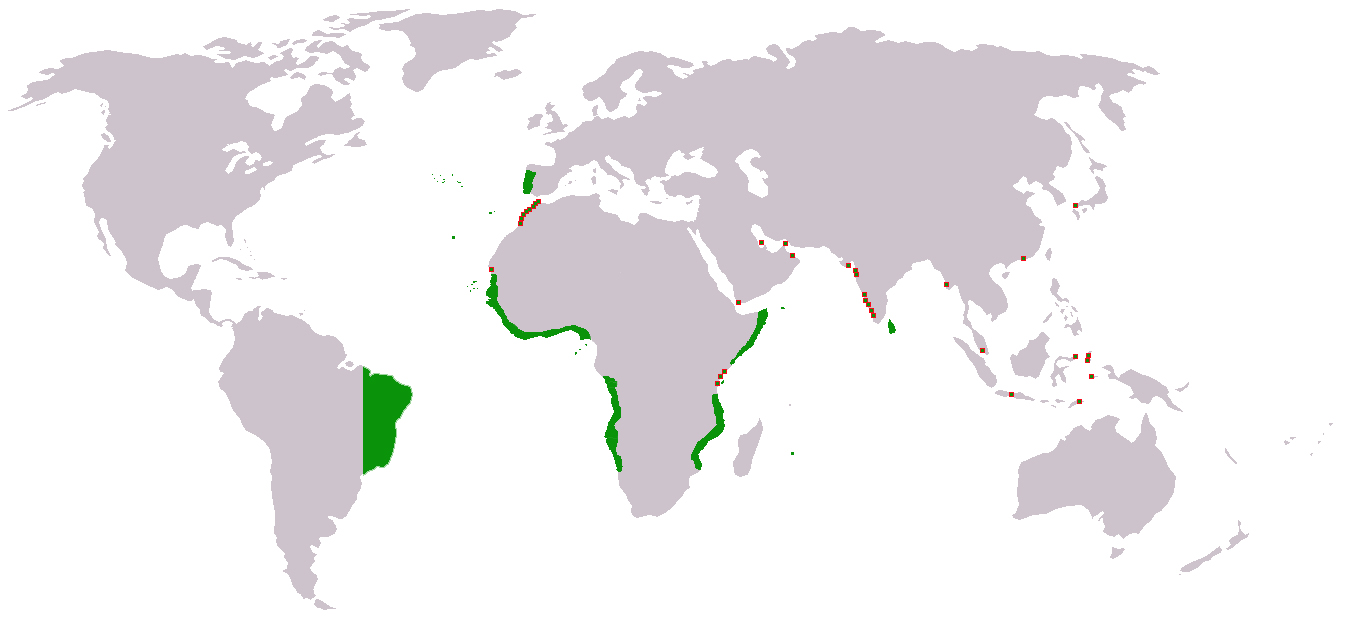
Đế quốc Bồ Đào Nha những năm 1502–1557

Da Gama và vợ, Catarina de Ataíde có sáu con trai và một con gái.
Vasco da Gama là người đã khởi đầu "kỷ nguyên kim cương" cho Bồ Đào Nha khi nước này trở thành một trong những đế quốc đầu tiên.
Hải cảng Vasco da Gama ở Goa được đặt theo tên của ông, tên ông cũng được đặt cho một miệng núi lửa lớn trên Mặt Trăng. Có tới 3 câu lạc bộ bóng đá ở Brasil (trong đó có Club de Regatas Vasco da Gama) mang tên của ông, câu lạc bộ Vasco Sports Club ở Goa cũng được lấy theo tên nhà hàng hải này.
Vasco da Gama được xếp thứ 86 trong danh sách 100 nhân vật ảnh hưởng nhất của lịch sử của Michael H. Hart.